# TP d'Or 1996
Els premis TP d'Or 1996 foren entregats el 22 de gener de 1997 en una cerimònia celebrada al Teatro Madrid, presentada per Jesús Hermida, Paula Vázquez, Minerva Piquero i Raquel Meroño, i retransmesa per Antena 3.
| Categoria                              | Programa                           | Persona                            | Resultat   |
| -------------------------------------- | ---------------------------------- | ---------------------------------- | ---------- |
| Actor                                  | Médico de familia                  | Emilio Aragón                      | Guanyador  |
| Actor                                  | La casa de los líos                | Arturo Fernández                   | Nominat    |
| Actor                                  | Esta noche cruzamos el Mississippi | Carlos Iglesias                    | Nominat    |
| Actriu                                 | Hostal Royal Manzanares            | Lina Morgan                        | Guanyadora |
| Actriu                                 | Médico de familia                  | Lydia Bosch                        | Nominada   |
| Actriu                                 | Médico de familia                  | Luisa Martín                       | Nominada   |
| Presentador                            | La parodia nacional                | Constantino Romero                 | Guanyador  |
| Presentador                            | Grand Prix                         | Ramón García                       | Nominat    |
| Presentador                            | La 2 Noticias                      | Lorenzo Milá                       | Nominat    |
| Presentadora                           | Sorpresa ¡Sorpresa!                | Isabel Gemio                       | Guanyadora |
| Presentadora                           | Ana                                | Ana García Lozano                  | Nominada   |
| Presentadora                           | ¡Qué me dices!                     | Belinda Washington                 | Nominada   |
| Sèrie Nacional                         | Médico de familia                  | Médico de familia                  | Guanyadora |
| Sèrie Nacional                         | Hostal Royal Manzanares            | Hostal Royal Manzanares            | Nominada   |
| Sèrie Nacional                         | La España salvaje                  | La España salvaje                  | Nominada   |
| Sèrie Estrangera                       | The X-Files                        | The X-Files                        | Guanyadora |
| Informatiu diari                       | La 2 Noticias                      | La 2 Noticias                      | Guanyador  |
| Programa d'actualitat i reportatges    | Esta noche cruzamos el Mississippi | Esta noche cruzamos el Mississippi | Guanyador  |
| Programa d'espectacles i entreteniment | Sorpresa ¡Sorpresa!                | Sorpresa ¡Sorpresa!                | Guanyador  |
| Concurs                                | La parodia nacional                | La parodia nacional                | Guanyador  |
| Concurs                                | ¿Qué apostamos?                    | ¿Qué apostamos?                    | Nominat    |
| Concurs                                | Lluvia de estrellas                | Lluvia de estrellas                | Nominat    |
| Magazine                               | ¡Qué me dices!                     | ¡Qué me dices!                     | Guanyador  |
| Programa d'Entrevistes i debat         | Ana                                | Ana                                | Guanyador  |
| Programa infantil                      | Club Megatrix                      | Club Megatrix                      | Guanyador  |